# Julius Fortuna
Julius Forlales Fortuna (Odiongan, 30 juli 1947 – Quezon City, 23 juni 2009) was een Filipijns journalist en studentenleider. Fortuna was als student in de jaren zeventig een van de leiders van de studentenprotesten tegen president  Marcos. Hij werd gearresteerd en zou gedurende acht jaar worden vastgehouden als politiek gevangene. Na zijn vrijlating in 1981 werkte hij als verslaggever, redacteur en columnist bij onder andere de Philippine Daily Globe, The Manilla Chronicle, The Philippine Post, People's journal en The Manila Times.
Fortuna overleed op 61-jarige leeftijd in het Capitol Medical Center in Quezon City aan een hartaanval.